# Nesticus bungonus
Nesticus bungonus är en spindelart som beskrevs av Takeo Yaginuma 1979. Nesticus bungonus ingår i släktet Nesticus och familjen grottspindlar. Inga underarter finns listade i Catalogue of Life.